# Boomerang Märchenstunde
Boomerang Märchenstunde (auch bekannt als Cartoonito Märchenstunde) ist eine deutsche Fernsehserie, deren erste Staffel 2012 und die zweite 2014 auf Boomerang ausgestrahlt wurde. In jeder Folge wurde ein Märchen gezeigt und begleitend von der Moderatorin vorgelesen. Die erste Staffel wurde von Cosma Shiva Hagen und die zweite Staffel von Wolke Hegenbarth moderiert.

## Produktion und Veröffentlichung
Die Serie wurde von Turner Broadcasting System Deutschland nach dem Drehbuch von Emma Boucher produziert. Dabei sind zwei Staffeln mit insgesamt 21 Folgen entstanden. Erstmals wurde die Serie seit dem 12. März 2012 auf Boomerang ausgestrahlt. Zudem wird die Serie auf DVD und Blu-ray Disc veröffentlicht. 

## Episodenliste

### Staffel 1
| Folge (gesamt) | Folge (Staffel) | deutscher Titel                 | deutsche Erstausstrahlung | englischer Titel               |
| 1              | 01              | Pinocchio                       | 15.03.2012                | Pinocchio                      |
| 2              | 02              | Peter und der Wolf              | 18.03.2012                | Peter and the Wolf             |
| 3              | 03              | Die Zauberflöte                 | 21.03.2012                | The Magic Flute                |
| 4              | 04              | Die drei kleinen Schweinchen    | 13.03.2012                | The Three Little Pigs          |
| 5              | 05              | Der Einsame Riese               | 16.03.2012                | The Lonely Giant               |
| 6              | 06              | Hänsel & Gretel                 | 12.03.2012                | Hansel and Gretel              |
| 7              | 07              | Goldlöckchen und die drei Bären | 20.03.2012                | Goldilocks and the Three Bears |
| 8              | 08              | Schwanensee                     | 14.03.2012                | Swan Lake                      |
| 9              | 09              | Jack und die Bohnenstange       | 23.03.2012                | Jack and the Beanstalk         |
| 10             | 10              | Rotkäppchen                     | 22.03.2012                | Little Red Riding Hood         |
| 11             | 11              | Der Nussknacker                 | 26.03.2012                | The Nutcracker                 |

### Staffel 2
| Folge (gesamt) | Folge (Staffel) | deutscher Titel             | deutsche Erstausstrahlung | englischer Titel      |
| 12             | 01              | Peter Pan                   | 13.10.2014                |                       |
| 13             | 02              | Die Schatzinsel             | 14.10.2014                | Treasure Island       |
| 14             | 03              | Däumelinchen                | 15.10.2014                | Thumbelina            |
| 15             | 04              | Die drei Ziegen             | 16.10.2014                | Billy Goats Gruff     |
| 16             | 05              | Rapunzel                    | 17.10.2014                |                       |
| 17             | 06              | Eine Reise zum Mond         | 20.10.2014                | A Trip to the Moon    |
| 18             | 07              | Der Zauberer von Oz         | 21.10.2014                | The Wizard of Oz      |
| 19             | 08              | Robin Hood                  | 22.10.2014                |                       |
| 20             | 09              | Der Rattenfänger von Hameln | 23.10.2014                | Pied Piper of Hamelin |
| 21             | 10              | Eine Weihnachtsgeschichte   | 24.10.2014                | A Christmas Carol     |